# Jean-Guy Roy
Jean-Guy Roy est né le 3 juin 1953 à Matapédia dans la région de la Gaspésie au Québec et mort le 22 mars 2023. Spécialiste en communication, administrateur expérimenté et conseiller en éducation, il fit sa marque dans le monde de l'éducation et de la formation pendant 20 ans et celui des médias de masse pendant 15 ans.

## Biographie
Communicateur québécois, il a acquis une solide formation dans divers domaines et une vaste expérience internationale. Il possède des diplômes de premier cycle en orthopédagogie (1978) et en Sciences des religions (1986). Il obtint par la suite quatre maîtrises : éthique-théologie (1987), administration scolaire (1992), management (1998), counselling (1999). Homme talentueux, il s’est distingué au cours des années par sa créativité, ses grandes capacités d’organisateur, son entregent et son esprit visionnaire. Lors de son Gala 2005, l’Université de Sherbrooke le reconnaîtra comme un grand leader du Québec en lui décernant le titre d’Ambassadeur. Il fut honoré par trois autres universités canadiennes pour l'excellence de ses recherches et le rayonnement de sa carrière.
Ses préoccupations éducatives, sociales et de développement l’amèneront à fouler le sol d’une soixantaine de pays pour la réalisation de divers projets éducatifs et de développement dans le cadre de missions sous l’égide de l’Unesco, de l’ACDI, de Carrefour Canadien International et d’organismes humanitaires. Il a résidé six ans à l’étranger, principalement en Afrique et en Europe. Il fonda l’Association canadienne des clubs Unesco en 1987.
Il fit sa marque par le lancement de nombreux projets novateurs dans les domaines de l'éducation et du développement international. Fort de sa vaste expérience, il agit toujours comme mentor dans les secteurs de l'administration, de l'éducation et des communications .
En 2016, son nom fait partie de la liste de plusieurs Frères du Sacré-Cœur visés par une poursuite concernant des cas de pédophilie.
Jean-Guy Roy s'éteint le 22 mars 2023 à l'âge de 69 ans.

## Honneurs
- 1990 - Prix Alphonse-Desjardins
- 1998 - Mention d’honneur, École des Sciences de la gestion, UQAM
- 1999 - Prix du personnel, Université d'Ottawa
- 2005 - Ambassadeur, Université de Sherbrooke
- 2011 - Grand diplômé, Université de Montréal[5].